# Prowadź mnie ulico vol. 6
Prowadź mnie ulico vol. 6 – album muzyczny zawierający utwory różnych wykonawców związanych z wytwórnią Jimmy Jazz Records wydany w 2014 r. Była to szósta publikacja w ramach serii albumów wydawanych pod tytułem Prowadź mnie ulico. Zawierała zestawienie utworów różnych wykonawców, które znalazły się na ich albumach wydanych przez tę wytwórnię w latach 2012-2014 oraz utwory niepublikowane, w tym zapowiedzi wydawnicze na 2015 r. Pod względem prezentowanej twórczości były to utwory z takich nurtów muzycznych jak punk rock, street punk/oi!, ska, rock’n’roll i nowa fala. Album został wydany na płycie CD. Zawiera 29 utwory muzyczne.

## Historia
W latach 2004-2008 wytwórnia Jimmy Jazz Records wydawała regularnie serię albumów kompilacyjnych zawierających wybrane utwory różnych zespołów zawarte na wydawanych przez tę wytwórnię albumach z określonego okresu czasu oraz kompozycje niepublikowane, pod wspólnym tytułem „Prowadź mnie ulico”. Były to następujące albumy: „Prowadź mnie ulico vol. 1” (2004 r.), „Prowadź mnie ulico vol. 2” (2005 r.), „Prowadź mnie ulico vol. 3” (2006 r.), „Prowadź mnie ulico vol. 4” (2007 r.) oraz „Prowadź mnie ulico vol. 5” (2008 r.). Po tym ostatnim z wymienionych wydawnictw, nastąpiła kilkuletnia przerwa, a kolejna publikacja w tej serii została wydana 2014 r. Otrzymała ona konsekwentnie tytuł „Prowadź mnie ulico vol. 6”. Jest to szósty album obejmujący wybrane utwory z albumów muzycznych wydanych przez tę wytwórnię w latach 2012-2014 oraz utwory wcześniej niepublikowane, w tym także utwory, które w ówczesnych zamierzeniach miały zostać zamieszczone w publikacjach przewidywanych na 2015 r.. Po szóstym albumie po kolejnych kilku latach wydano jeszcze w 2021 r. siódmą publikację w serii zamieszczoną na dwóch płytach kompaktowych zatytułowaną „Prowadź mnie ulico vol. 7 & 8”.

## Album
Album „Prowadź mnie ulico vol. 6” został zamieszczony na jednej płycie CD. Znalazło się na nim 29 utworów muzycznych różnych wykonawców. Czas trwania nagrań wynosi 74 minuty. W ramach katalogu wytwórni Jimmy Jazz Record album ma przypisane oznaczenie JAZZ 175. Inne identyfikatory przypisane albumowi są następujące: Barcode (Text): 5 905674 941756; Matrix / Runout: MADE IN EU CD format 16944 SKLADANKA - Prowadz Mnie Ulico vol. 6 ['Compact Disc' Logo]; Mould SID Code: IFPI UV01.

## Muzyka i wykonawcy
Muzyka zaprezentowana w ramach albumu należy do kilku gatunków muzycznych generalnie określanych jako przynależnych do sceny alternatywnej, niezależnej. Pośród nich dominuje punk rock. Z innych gatunków muzycznych należy wymienić takie jak rock’n’roll, ska oraz nowa fala.
W albumie zamieszczono utwory następujących wykonawców: 4 Kilo Obywatela (Cztery Kilo Obywatela), ADHD Syndrom, Arcy Młyn, Bang Bang, Cosmopoliss, Karcer, Kolaboranci, Konwent A, Łap!Punka, Ser Charles, The Headhunters, Tife Tife, WC.

## Utwory
| Lp | Wykonawca        | Tytuł                 | Czas  |
| -- | ---------------- | --------------------- | ----- |
| 1  | Karcer           | Jesteśmy Skałą        | 03:30 |
| 2  | Kolaboranci      | Kukieł                | 02:40 |
| 3  | WC               | Obciach               | 01:35 |
| 4  | Ser Charles      | Vanilla Ice           | 02:05 |
| 5  | Cosmopoliss      | Rewelacje             | 03:38 |
| 6  | Łap!Punka        | Dlaczego Ja?          | 02:52 |
| 7  | Tife Tife        | Mam To Gdzieś         | 02:51 |
| 8  | Konwent A        | W Imieniu Prawa       | 01:47 |
| 9  | Arcy Młyn        | Personalnie           | 02:10 |
| 10 | 4 Kilo Obywatela | Wychowani Na Trzepaku | 03:15 |
| 11 | Bang Bang        | Złe Dzielnice         | 02:48 |
| 12 | Kolaboranci      | Pociąg Do H.          | 02:31 |
| 13 | The Headhunters  | Nie Chcemy Pamiętać   | 02:17 |
| 14 | ADHD Syndrom     | Business Punx         | 02:27 |
| 15 | Konwent A        | Proszę Księdza        | 02:12 |
| 16 | 4 Kilo Obywatela | Skambaras             | 03:49 |
| 17 | Ser Charles      | Niesymetryczne        | 02:29 |
| 18 | Łap!Punka        | Co To Jest Za Punk?   | 02:07 |
| 19 | Cosmopoliss      | Trendy                | 02:56 |
| 20 | ADHD Syndrom     | Polacy Na Wczasach    | 02:22 |
| 21 | Tife Tife        | Tv Kanał              | 03:01 |
| 22 | Kolaboranci      | Transparenty          | 02:42 |
| 23 | Bang Bang        | Chcemy Palić          | 01:56 |
| 24 | WC               | Pracujesz-Produkujesz | 01:07 |
| 25 | Karcer           | Wydrenowana Ziemia    | 03:15 |
| 26 | Kolaboranci      | Dajcie Mi Wasze Głosy | 02:21 |
| 27 | The Headhunters  | Nasza Przystań        | 01:59 |
| 28 | Konwent A        | Czerwień I Biel       | 01:11 |
| 29 | ADHD Syndrom     | Tacy Sami             | 02:57 |

## Odbiór
Album określany jest jako muzyczna petarda dla miłośników muzyki alternatywnej. Zawiera utwory zespołów które określane są jako formacje legendarne, takie jak Karcer, Kolaboranci, Konwent A czy WC, jako starzy wyjadacze, do który zaliczone zostały ADHD Syndrom, Bang Bang i The Headhunters, jako debiutanci, czyli 4 Kilo Obywatela, Arcy Młyn, Łap!Punka, Ser Charles oraz jako zespoły, które dopiero o taki debiut się starają. Takim zespołami z tego zestawienia są Cosmopoliss i Tife Tife. Publikacja stanowiła więc ówcześnie najaktualniejszą wizytówkę zarówno samej wytwórni jak i zaprezentowanych wykonawców.